# زمین‌لرزه آوریل ۱۹۹۱ پرو
زمین‌لرزه پرو  در تاریخ ۵ آوریل ۱۹۹۱ میلادی، برابر با ‎۱۶ فروردین ۱۳۷۰، ساعت ۴:۱۹:۴۹ به زمان یوتی‌سی در پرو رخ داد. ژرفای این زلزله ۲۱٫۷ کیلومتر بود، و بزرگی آن ۶٫۹ در مقیاس Mw اعلام شده‌است. زمین‌لرزه به وقت محلی در روز پنج‌شنبه، ساعت ۲۳ روی داده و منطقه زمانی آن یوتی‌سی -۵ بوده‌است .
سازمان زمین‌شناسی آمریکا نیز رومرکز این زمین‌لرزه را در مختصات ۵°۵۸′۵۵″جنوبی ۷۷°۰۵′۳۸″غربی / ۵٫۹۸۲°جنوبی ۷۷٫۰۹۴°غربی و ژرفای آنرا در ۱۹ کیلومتر گزارش کرده‌است. بزرگی برگزیدهٔ این سازمان از میان بزرگیهای محاسبه‌شدهٔ مختلف ۶٫۹ در مقیاس Mw بوده و از دید اثر، در میان چهار دسته‌بندی «نامحسوس»، «محسوس»، «زیان‌آور» یا «با تلفات»، زلزله را «با تلفات» اعلام کرده‌است.
پروژهٔ «تنسور گشتاور مرکزوار» زاویه‌های (راستا، شیب، ریک) گسل سازندهٔ زمین‌لرزه و صفحه عمود بر آنرا (°۱۸۳، °۳۳، °۱۰۶) یا (°۳۴۴، °۵۸، °۸۰) و نوع گسل را «معکوس» فرارسانده‌است.
شمار کشتگان زلزله حدود ۵۳ نفر بوده‌است.تعداد زخمیان ۲۵۲ نفر برآورده شده‌است.